# Aad van den Hoek
Aad van den Hoek (Dirksland, 14 de outubro de 1951) é um ex-ciclista neerlandês. Foi profissional entre 1974 e 1983. Ele terminou em último lugar no Tour de France 1976.